# Hanoch Bartov
Hanoch Bartov (em hebraico:  חנוך ברטוב) ( 13 de agosto de 1926 - 13 de dezembro de 2016), né Hanoch Helfgott, foi um escritor e jornalista israelense.
Ao longo dos anos, Bartov publicou nove romances, seis coleções de histórias, três livros de viagem, uma biografia, livros de ensaios, novelas e histórias documentais. Suas obras foram traduzidas para o inglês, francês, espanhol, russo e grego. Duas peças que ele escreveu foram apresentadas no palco do teatro israelense. Seu último livro, Blind Reading, foi publicado em 2013 pela nova biblioteca.
Bartov ganhou o Prêmio Yitzhak Sadeh de Literatura Militar em 1978 por seu livro Dado - 48 Anos e Outros 20 Dias. Ganhou o Prêmio Agnon de Literatura em 2006, por seu livro From End to End. E o Prêmio Buchman de Literatura em nome do Yad Vashem. Em 2007 ele ganhou o Prêmio do Primeiro-Ministro para a criação. Em 2008 ganhou o ACUM Prize for Lifetime Achievement e em 2010 ganhou o Prêmio Israel na área de literatura para autores.

## Biografia
Hanoch Helfgott (Bartov) nasceu em Petah Tikva em 1926, um ano depois que seus pais imigraram da Polônia. Frequentou uma escola religiosa e depois o ginásio Ahad Haam. Depois de trabalhar por dois anos no polimento e soldagem de diamantes, alistou-se em 1943, aos 17 anos, no Regimento da Palestina do Exército Britânico. Ele passou três anos na Brigada Judaica, primeiro na Palestina e depois na Itália e na Holanda, onde serviu como médico, cuidando de sobreviventes do Holocausto em campos de refugiados.
Após a Segunda Guerra Mundial, Bartov estudou história judaica e geral na Universidade Hebraica de Jerusalém. Durante a Guerra da Independência, ele serviu em unidades do exército de campanha e nas Forças de Defesa de Israel em Jerusalém. Ele viveu por quatro anos no Kibutz Ein Hahoresh, trabalhando como lavrador e professor. De 1966 a 1968, Bartov atuou como consultor cultural na embaixada israelense em Londres.

## Carreira literária
Bartov publicou sua primeira história em 1945, quando era um soldado de 19 anos na Europa. Em seus escritos, como jornalista e romancista, Bartov descreve seus primeiros contatos com sobreviventes do Holocausto. A Brigada é um relato ficcional da operação da Brigada Judaica. Sobre seu tempo na Brigada e o Holocausto, Bartov comentou:

"Nós não éramos nem santos nem cavaleiros. Nós éramos simples meninos israelenses que entenderam que agora representamos o povo judeu..."
"Os soldados devem lutar, matar ou ser mortos. E o que fizemos como soldados, encontramos pessoas mortas e as ajudamos a voltar à vida."
"Não poderia ter acontecido? Poderia não ter acontecido. Mas aconteceu, e nós estamos aqui."

## Prêmios
Entre os vários prêmios recebidos por Bartov por seu trabalho estão os seguintes:
- Em 1985, o Prêmio Bialik literatura;[4]
- Em 2006, o Prêmio Agnon;[5]
- Em 2010, o Prêmio Israel, de literatura.[3][5][6]

## Livros publicados em inglês
- The Brigade (1967), tradução de Pitzei Bagrut (1965)
- Everyone Had Six Wings (1974), tradução de Shesh Kenafaim Le-Echad (1954)
- An Israeli at the Court of St. James (1971), tradução de Arba Yisraelim Be-Hatzer Saint James (1969)
- Whose Little Boy Are You? (1978), tradução de Shel Mi Ata Yeled (1970)
- Dado, 48 years 20 days (1981), tradução de Dado, 48 Shanim Ve-Od 20 Yom (1978). Nota: Uma edição atualizada e ampliada deste livro foi publicada em hebraico em 2002, mas ainda não foi traduzida para o inglês.